# U-17-Fußball-Ozeanienmeisterschaft 2003
Die zehnte U-17-Fußball-Ozeanienmeisterschaft wurde 2003 in Pago Pago, Amerikanisch-Samoa, und Sunshine Coast, Australien, ausgetragen. Das Turnier begann am 13. Februar und endete am 1. März 2003. Sieger wurde Australien und qualifizierte sich dadurch für die U-17-Fußball-Weltmeisterschaft 2003.

## Modus
Die elf Mannschaften spielten in zwei Gruppen eine Einfachrunde. Im Gegensatz zu früheren Turnieren wurden der Gruppeneinteilung keine Mannschaften gesetzt. Die Erstplatzierten jeder Gruppe erreichten das Finale, das in Hin- und Rückspiel ausgetragen wurde.

## Gruppe A
Die Gruppe A spielte vom 13. bis 21. Februar in Pago Pago.
| Pl. | Verein             | Sp. | S | U | N | Tore    | Diff. | Punkte |
| --- | ------------------ | --- | - | - | - | ------- | ----- | ------ |
| 1.  | Neukaledonien      | 4   | 4 | 0 | 0 | 011:000 | +11   | 12     |
| 2.  | Fidschi            | 4   | 3 | 0 | 1 | 018:300 | +15   | 09     |
| 3.  | Cookinseln         | 4   | 1 | 1 | 2 | 002:800 | −6    | 04     |
| 4.  | Samoa              | 4   | 1 | 0 | 3 | 003:100 | −7    | 03     |
| 5.  | Amerikanisch-Samoa | 4   | 0 | 1 | 3 | 001:140 | −13   | 01     |

## Gruppe B
Die Gruppe B spielte vom 15. bis 24. Februar in Australien. Die ursprünglich als Gastgeber dieser Gruppe vorgesehenen Salomonen zogen ihre Bewerbungen aufgrund von Uneinigkeiten mit den anderen Mannschaften zurück.
| Pl. | Verein     | Sp. | S | U | N | Tore    | Diff. | Punkte |
| --- | ---------- | --- | - | - | - | ------- | ----- | ------ |
| 1.  | Australien | 5   | 5 | 0 | 0 | 033:200 | +31   | 15     |
| 2.  | Vanuatu    | 5   | 3 | 1 | 1 | 017:700 | +10   | 10     |
| 3.  | Neuseeland | 5   | 2 | 2 | 1 | 019:400 | +15   | 08     |
| 4.  | Salomonen  | 5   | 2 | 1 | 2 | 018:600 | +12   | 07     |
| 5.  | Tahiti     | 5   | 1 | 0 | 4 | 007:220 | −15   | 03     |
| 6.  | Tonga      | 5   | 0 | 0 | 5 | 001:540 | −53   | 0      |

## Finalspiele
Die Finalspiele fanden am 27. Februar und 1. März 2003 in Nouméa, Neukaledonien, statt.
|               | Gesamt |            | Hinspiel | Rückspiel |
| ------------- | ------ | ---------- | -------- | --------- |
| Neukaledonien | 1:7    | Australien | 1:3      | 0:4       |